# Himertosoma rufinum
Himertosoma rufinum là một loài tò vò trong họ Ichneumonidae.